# Довгалевська Віра Веніамінівна
Віра Веніамінівна Довгале́вська (21 серпня 1916, Сквира — 28 червня 1999, Київ) — українська художниця; член Спілки радянських художників України з 1960 року.

## Біографія
Народилася 21 серпня 1916 року в містечку Сквирі (нині місто у Білоцерківському районі Київської області, Україна). Протягом 1929—1931 років навчалася в Київському художньому технікумі у Карпа Трохименка; у 1932—1937 роках — у Київському художньому інституті в Павла Волокидіна, Костянтина Єлеви, Федора Кричевського.
Мешкала в Києві в будинку на вулиці Волоській, № 28, квартира № 47; в будинку на провулку Мар'яненка, № 14, квартира № 14 та в будинку на вулиці Курганівській, № 3, кваритира № 63. Померла у Києві 28 червня 1999 року.

## Творчість
Працювала в галузі станкового живопису, створювала портрети, пейзажі, натюрморти. Серед робіт:
- «Айстри» (1954);
- «Квіти» (1955);
- «Закарпаття» (1956);
- «Берег моря» (1957, етюд);
- «Шлях» (1957);
- «Жоржини» (1957);
- «Бузок» (1960);
- «Надія» (1960);
- «Квіти» (1961);
- «Лілія» (1961);
- «Цвіте тютюн» (1962);
- «Маки» (1962);
- «Куманці» (1963);
- «Натюрморт» (1963, Національний музей у Львові);
- «Червоні маки» (1968, гуаш, темпера)
- «Київ. Поділ» (1968);
- «У горах» (1968, пастель);
- «Літо» (1969);
- «Стара брама» (1970-ті);
- «Практикантка» (1973);
- «Подільське подвір'я» (1977);
- «Літній натюрморт» (1978);
- «Жіночий портрет» (1978);
- «На веранді» (1978);
- «Осінні барви на столі» (1980);
- «Натюрморт» (1982);
- «Квіти на веранді» (1983);
- «Бузок та тюльпани» (1983);
- «Півонії» (1984);
- «Наречена» (1986);
- «Ромашки» (1986).

Брала участь у міських, обласних, республіканських, всесоюзних, зарубіжних мистецьких виставках з 1953 року. Персональні посмертні виставки відбулися у Києві у 2000 та 2003 роках.
Крім вище згаданого музею, роботи художниці зберігаються у Національному художньому музеї України у Києві, Львівській галереї мистецтв.